# Daniel Spoerri

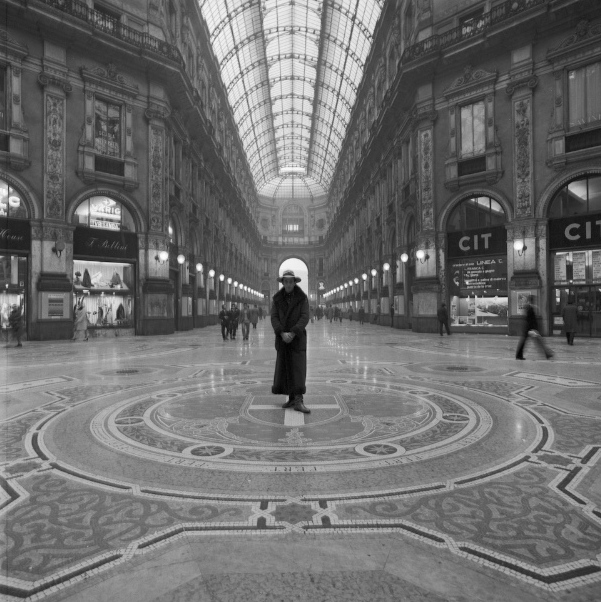
Daniel Spoerri in Milaan, foto: Lothar Wolleh

Daniel Spoerri (Galați, 27 maart 1930 – Wenen, 6 november 2024) was een Zwitserse kunstenaar, regisseur en beeldhouwer.

## Leven en werk
Daniel Isaac Feinstein werd in Roemenië geboren en is de zoon van de zendeling Isaac Feinstein en Lydia Spoerri. Zijn vader was niet alleen een tot het christendom bekeerde jood, hij werkte ook actief als evangelist. In 1941 werd zijn vader door de Nazi's opgepakt, naar een vernietigingskamp afgevoerd en vermoord. Met hun moeder, die over een Zwitsers paspoort beschikte, vluchtten Daniel en zijn broers en zussen in 1942 naar Zwitserland. Zij werden geadopteerd en opgevoed door hun oom, Theophil Spoerri, de rector van de Universiteit van Zürich. Spoerri kreeg een handelsopleiding, was werkzaam als boekhandelaar, fruithandelaar en fotograaf. Hij maakte in Zwitserland kennis met Max Pfister-Terpis, die hem aanried een dansopleiding te gaan volgen, Jean Tinguely en Eva Aeppli. Na een danscarrière (als solodanser en als regisseur van avant-garde-stukken van Eugène Ionesco, Pablo Picasso en Jean Tardieu), probeerde hij ook als filmregisseur te werken, onder andere in Darmstadt als assistentregisseur bij Gustav Rudolf llner.
In de jaren '50 bevond Spoerri zich in het gezelschap van het internationale netwerk van Fluxus-kunstenaars, zoals Robin Page, Robert Filliou, Dorothy Iannone, Dieter Roth en Ben Vautier. Fluxus was eind jaren '50, begin jaren '60 nog een los verband van progressieve multidisciplinaire kunstenaars, die hun draai in de kunstwereld niet konden vinden. In 1959 trok Spoerri naar Parijs, waar hij kennis maakte met Arman, François Dufrêne en Yves Klein. In Parijs ontstond zijn eerste objectkunst, de zogenaamde Tableaux pièges. Op 27 oktober 1960 werd in het atelier van Yves Klein de groep Nieuw realisme (Nouveau Réalisme) gesticht. Naast Spoerri waren Jean Tinguely, Arman, François Dufrêne, Raymond Hains, Yves Klein, Pierre Restany, Jacques de la Villeglé en Martial Raysse bij de oprichting betrokken. Ook Wolf Vostell, César Baldaccini, Niki de Saint Phalle, Gérard Deschamps en Christo voegden zich bij de groep. De groepering werd beïnvloed door bewegingen als Dada, Fluxus en Pop-art.
In 1961 nam Spoerri deel aan de tentoonstelling The Art of Assemblage in het Museum of Modern Art in New York. Andere deelnemers waren Joseph Cornell, Marcel Duchamp, Jean Dubuffet, Pablo Picasso en Kurt Schwitters. Het was voor het eerst dat de assemblage-kunst in het middelpunt van de belangstelling stond en de expositie was een enorm succes.
Spoerri is bekend geworden door zijn Readymade-objecten, zijn Mixed media-kunst, zijn assemblage-kunst, zijn performances, zijn eat-art en zijn kunstenaarsboeken. In 1962 ontwierp en bouwde hij samen met onder anderen Jean Tinguely, Niki de Saint Phalle en Robert Rauschenberg het Dynamisch Labyrint in het Stedelijk Museum in Amsterdam. Spoerri was eveneens betrokken bij de bouw (van 1969 tot 1994) door 15 internationale kunstenaars van Le Cyclop de Jean Tinguely in het Franse Milly-la-Forêt. Van 1983 tot 1989 doceerde Spoerri aan de Akademie der Bildenden Künste München in München.
Sinds 2007 woonde Spoerri in Wenen.
Spoerri overleed op 6 november 2024 op 94-jarige leeftijd.

## Il Giardino di Daniel Spoerri
Rond 1990 kocht Spoerri een terrein van 18 hectare in de buurt van de Monte Amiata, de hoogste berg van de Toscane. In de loop der jaren is daar een beeldenpark ontstaan met kunstwerken/installaties van bevriende kunstenaars, maar ook met veel eigen sculpturen.

## Exposities (selectie)
- 1972: Retrospectieve in Amsterdam, Parijs en Zürich.
- 1990: Retrospectieve in Parijs, Antibes, Wenen, München, Genève en Solothurn.
- 1992: Wereldtentoonstelling van 1992 in Sevilla, Zwitserse Paviljoen.
- 1995: Stadhuis Ulm, Ulm.

## Fotogalerij

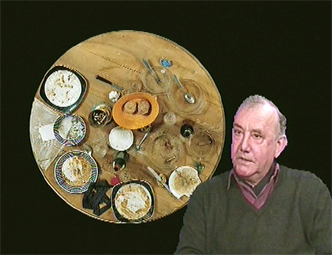
Daniel Spoerri (1995)
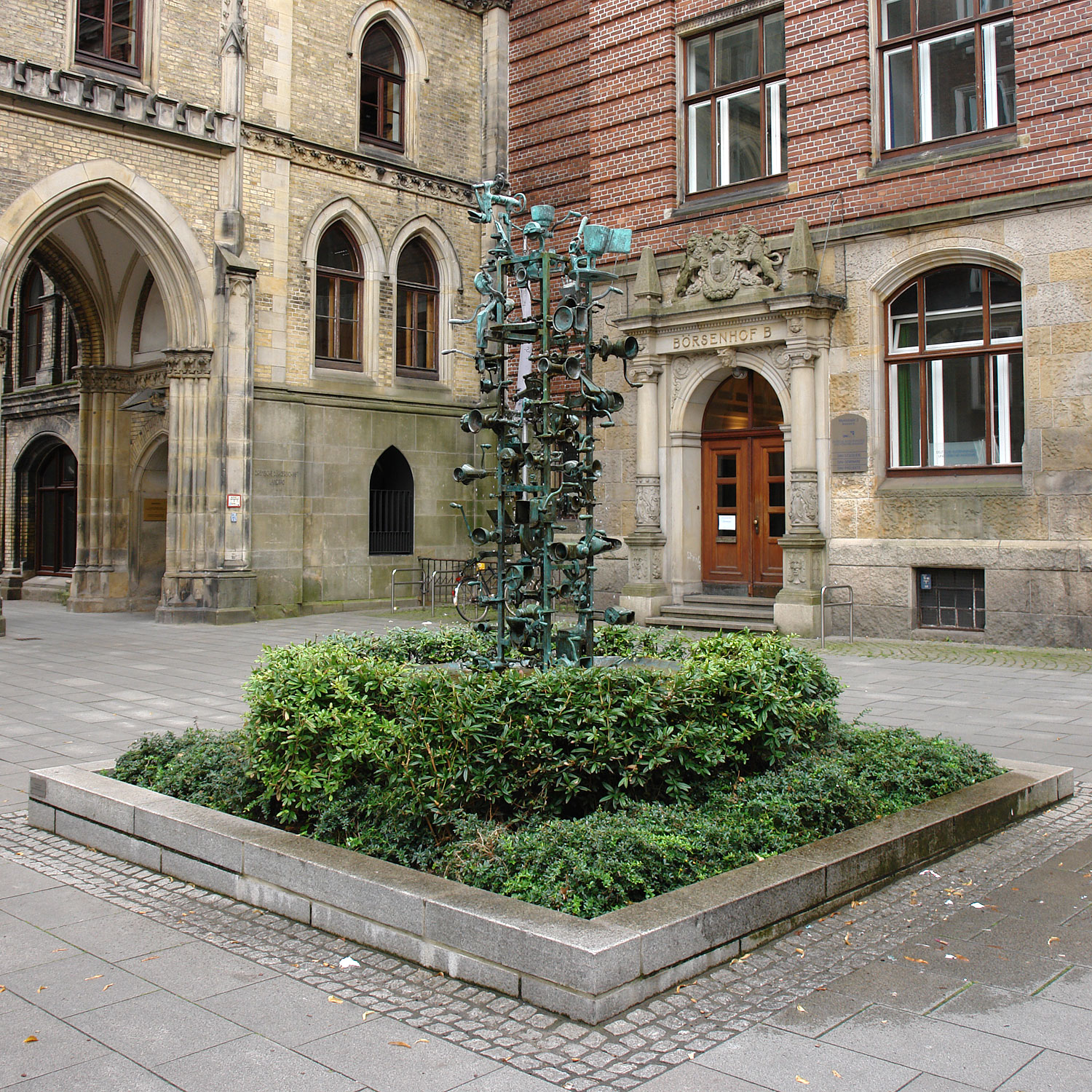
Fontein in Bremen
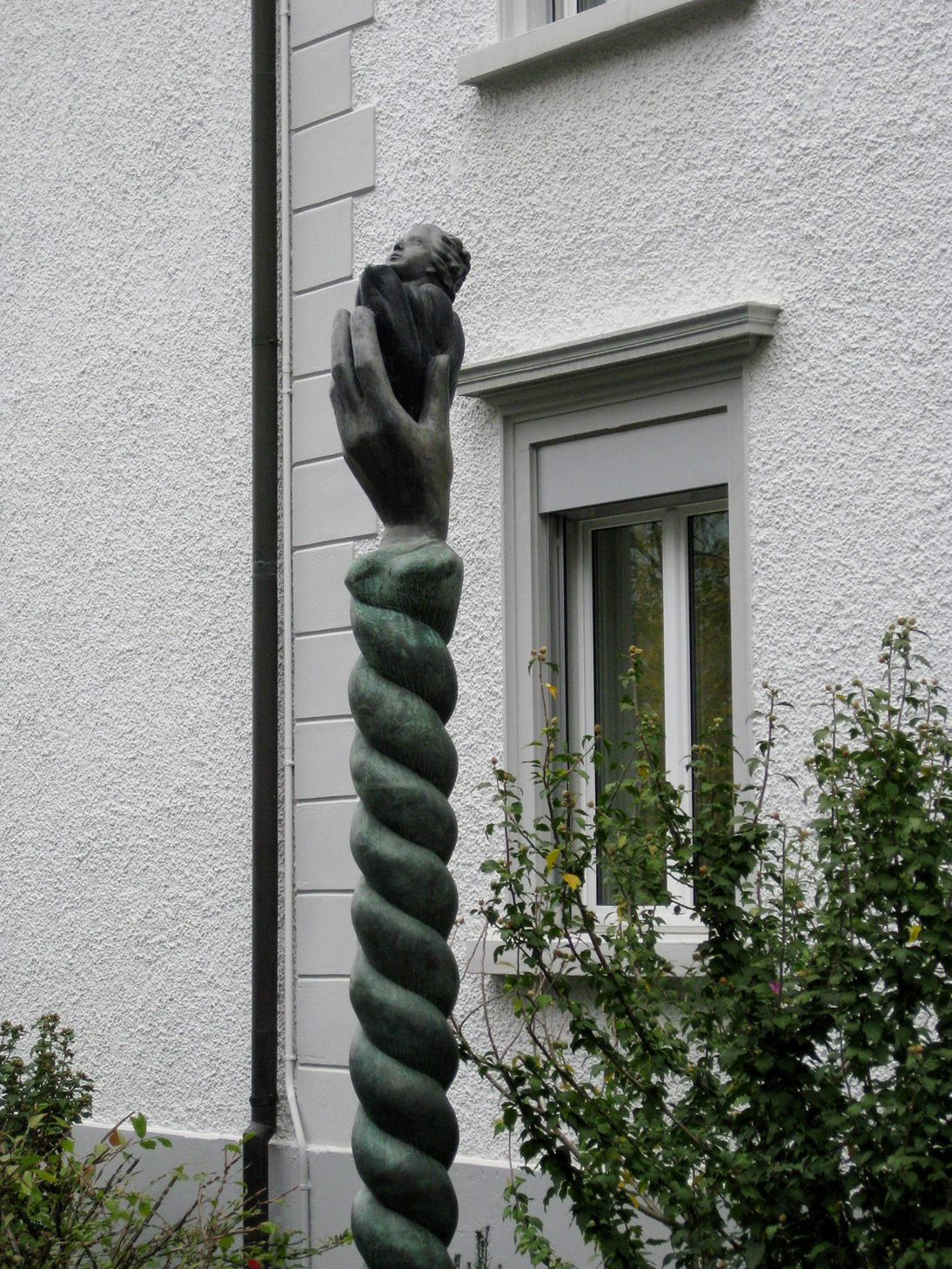
Renaissance (1985) in Vaduz